# Discocerina obscura
Discocerina obscura är en tvåvingeart som beskrevs av Samuel Wendell Williston  1896. Discocerina obscura ingår i släktet Discocerina och familjen vattenflugor. Inga underarter finns listade i Catalogue of Life.